# Xian de Makit
Cette page contient des caractères spéciaux ou non latins. S’ils s’affichent mal (▯, ?, etc.), consultez la page d’aide Unicode.
Le xian de Makit (麦盖提县 ; pinyin : Màigàití Xiàn ; ouïghour : مەكىت ناھىيىسى / Mekit Nahiyisi) est un district administratif de la région autonome du Xinjiang en Chine. Il est placé sous la juridiction de la préfecture de Kachgar.

## Démographie
La population du district était de 197 297 habitants en 1999.